# Volo FlyMontserrat 107
Il volo FlyMontserrat 107 era un collegamento a corto raggio dall'aeroporto Internazionale V. C. Bird di Antigua all'aeroporto John A. Osborne di Montserrat. Il 7 ottobre 2012, il bimotore Britten-Norman Islander che serviva la rotta precipitò poco dopo il decollo, vicino alla fine della pista. Tre dei quattro occupanti rimasero uccisi.

## L'incidente
Alle 16:15 ora locale, il volo FlyMontserrat 107 venne autorizzato al decollo dalla pista 07 dell'aeroporto Internazionale V. C. Bird. Poco dopo il decollo, l'Islander iniziò a imbardare verso destra e smise di salire. Il velivolo continuò a rollare verso destra e perse quota; tocco il suolo e ruotò prima di fermarsi ed esplodere in fiamme. Il pilota e un passeggero morirono sul colpo, un altro passeggero morì per le ferite riportate prima di poter essere estratto dai rottami, mentre l'ultimo passeggero rimase gravemente ferito e venne portato in ospedale.

## Le indagini
L'Autorità per l'aviazione civile dei Caraibi orientali (ECCAA) è responsabile della regolamentazione e della supervisione dell'aviazione ad Antigua, dove è avvenuto l'incidente. Montserrat non ha propri investigatori. In quanto territorio britannico d'oltremare, questa funzione è normalmente svolta dall'Air Accidents Investigation Branch (AAIB) britannico, che inviò un'équipe per indagare sulle cause dell'incidente. Erano segnalate cattive condizioni meteorologiche nel periodo precedente l'incidente, ma al momento del decollo le condizioni erano buone.
Nell'ottobre 2012 venne pubblicato un rapporto preliminare dell'ECCAA in cui si affermava che, dopo aver esaminato i rottami dell'aereo, era emerso che il motore destro non produceva potenza e l'elica non era messa in bandiera. Il carburante era stato esaminato e si era scoperto che il sistema di alimentazione presentava una contaminazione con quantità significative di acqua.
Nel luglio 2013, l'AAIB pubblicò i risultati preliminari dell'indagine, definendo le modifiche da apportare per prevenire la contaminazione da acqua dei sistemi di alimentazione degli Islander; inoltre, l'Agenzia europea per la sicurezza aerea (EASA) emanò una direttiva di aeronavigabilità che richiedeva un controllo degli Islander per determinare se fossero stati installati i tappi di rifornimento corretti. L'AAIB ha raccomandato che l'EASA richiedesse che gli aerei Britten-Norman Islander fossero dotati di gruppi di filtri per il carburante che riducessero al minimo la possibilità che l'acqua presente nel carburante venga immessa nei motori.
Il 16 ottobre 2015 l'Air Accidents Investigation Branch (AAIB), per conto dell'Eastern Caribbean Civil Aviation Authority (ECCAA), pubblicò il rapporto finale in cui affermava che le cause probabili fossero le seguenti:
- La presenza di piogge significative e le anomalie nel bocchettone e nel tappo del carburante dell'aereo, che hanno portato alla presenza di acqua all'interno del serbatoio destro.
- Poco dopo il decollo, l'acqua presente nel serbatoio era penetrata nel sistema di alimentazione dei motori causandone l'arresto improvviso.
- L'equipaggio non era stato più in grado di mantenere il controllo dell'aereo dopo l'arresto del motore destro.

L'inchiesta ha rilevato altri fattori che hanno contribuito all'incidente, tra cui i seguenti:
- Non è stato effettuato il controllo dello scarico dell'acqua prima del volo; questo tipo di controllo avrebbe impedito all'acqua di entrare nel serbatoio del carburante del motore destro consentendo il rilevamento della stessa (acqua) e avrebbe anche permesso al pilota di intraprendere le necessarie azioni correttive.
- È possibile che durante la partenza sottovento sia stato riscontrato un windshear che ha ridotto le prestazioni e che ha contribuito alla riduzione della velocità dell'aria poco prima che l'aereo si trovasse in una condizione di stallo.